# Travis Moen
Travis Shawn Moen (* 6. April 1982 in Swift Current, Saskatchewan) ist ein ehemaliger kanadischer Eishockeyspieler. Der Flügelstürmer absolvierte 830 Spiele in der National Hockey League, den Großteil davon für die Anaheim Ducks, mit denen er 2007 den Stanley Cup gewann, und für die Canadiens de Montréal.

## Karriere
Moen begann seine Karriere im Jahr 1998, im Alter von 16 Jahren, in der Saskatchewan Midget Hockey League beim Team seiner Geburtsstadt. Zum Ende der Spielzeit schloss er sich den Kelowna Rockets aus der Western Hockey League an, für die er im restlichen Verlauf des Spieljahres noch vier Partien bestritt. In der Spielzeit 1999/2000 war der Kanadier dann fester Bestandteil des Teams. In 66 Begegnungen kam der Rookie zu 15 Scorerpunkten und wurde im anschließenden Sommer während des NHL Entry Draft 2000 als insgesamt 155. Spieler in der fünften Runde von den Calgary Flames ausgewählt. Dennoch verblieb Moen die folgenden zwei Jahre in Kelowna und konnte sich sukzessive steigern, obwohl er große Teile der Saison 2000/01 wegen einer Verletzung ausfiel. Vor allem seine aggressive Spielweise im Stile eines Enforcers machte ihn zu einer wichtigen Stütze der Mannschaft.
Zur Saison 2002/03 wechselte Moen in den Profibereich. Allerdings nicht in die Organisation der Calgary Flames, die ihn gedraftet hatte, sondern zu den Chicago Blackhawks, bei denen er im Sommer einen Vertrag unterschrieben hatte. Diese setzten ihn zunächst bei den Norfolk Admirals, ihrem Farmteam in der American Hockey League ein, wo der Kanadier zu Einsätzen in 42 Begegnungen kam. Trotz nur drei Scorerpunkten in der Spielzeit gelang es ihm über das saisonvorbereitende Trainingscamp der Blackhawks einen Stammplatz im Kader des NHL-Teams für die Spielzeit 2003/04 zu erhalten. Im Verlauf des Spieljahres absolvierte der linke Flügelstürmer sämtliche 82 Saisonpartien, in denen ihm sechs Scorerpunkte gelangen, seine deutlich negative Plus/Minus-Statistik allerdings Schwächen in der Defensive erahnen ließ. Aufgrund des Lockouts in der NHL-Saison 2004/05 konnte Moen keine weiteren Erfahrungen in der NHL sammeln, sondern spielte erneut für Norfolk in der AHL. In seinem dritten Jahr im Profibereich zeigte er sich sowohl in der Offensive als auch in der Defensive stark verbessert, was im Sommer 2006 dazu führte, dass ihn die Mighty Ducks of Anaheim im Austausch für den schwedischen Stürmer Michael Holmqvist verpflichteten.

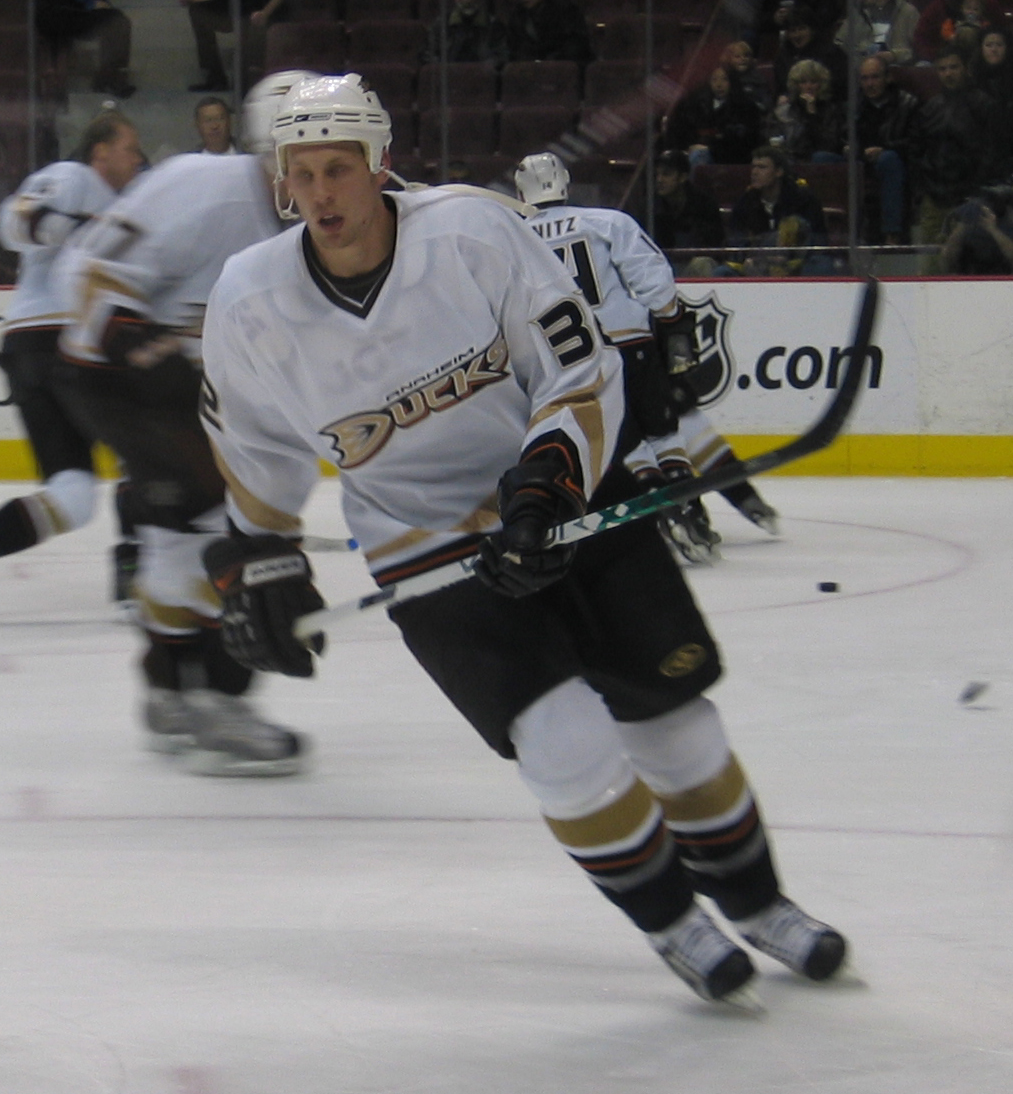
Moen im Trikot der Anaheim Ducks

An der US-amerikanischen Westküste gehörte Moen auf Anhieb zum NHL-Kader, bestritt wegen einer Knie- und Schulterverletzung sowie der großen Konkurrenz im Kader nur 39 Spiele. Er verbuchte in diesen Spielen aber fünf Scorerpunkte und konnte somit fast an seine Produktion aus der Saison 2003/04 heranreichen, in der er mehr als das Doppelte der Spiele absolviert hatte. Zur Spielzeit 2006/07 erkämpfte sich der Stürmer schließlich einen Stammplatz in der Startformation des inzwischen in Anaheim Ducks umbenannten Franchises. Gemeinsam mit Samuel Påhlsson und Rob Niedermayer bildete er eine überaus torgefährliche dritte Sturmreihe, die aufgrund ihrer defensiven Ausrichtung eigentlich dafür vorgesehen war gegen die beste Sturmreihe des Gegners zu spielen. Nachdem die drei Stürmer bereits in der regulären Saison für Aufsehen gesorgt hatten, konnten sie sich im Verlauf der Playoffs noch einmal steigern und hatten maßgeblichen Anteil am ersten Stanley-Cup-Gewinn der Ducks. In der bis dahin besten Spielzeit seiner Karriere brachte es der Kanadier in 103 Partien in regulärer Saison und Playoffs auf 33 Punkte. Die folgende Spielzeit verlief sowohl für die Ducks als auch für Moen nicht mehr so erfolgreich. Weder die Ducks hatten im Kampf um den Stanley Cup eine Chance, noch gelang es dem Stürmer an die Leistungen der Vorsaison anzuknüpfen. Auch die Saison 2008/09 verlief ähnlich, obwohl sich die statistischen Werte Moens im Offensivbereich wieder leicht verbesserten. Trotzdem wurde er Anfang März gemeinsam mit seinem Teamkollegen Kent Huskins an den Rivalen San Jose Sharks abgegeben. Diese transferierten im Gegenzug Timo Pielmeier, Nick Bonino sowie ein konditionelles Draft-Recht zwischen der zweiten und vierten Runde im NHL Entry Draft 2011 nach Anaheim. Für die Sharks bestritt der Kanadier lediglich 25 Begegnungen, davon sechs in den Playoffs, da er nach der Saison einen Dreijahresvertrag bei den Montréal Canadiens unterschrieb.
Im November gaben ihn die Canadiens an die Dallas Stars ab und erhielten im Gegenzug Sergei Gontschar. Moen spielte bis zum Sommer 2016 für die Stars, ehe sein auslaufender Vertrag nicht verlängert wurde. Im November 2016 gab der Kanadier dann das Ende seiner aktiven Karriere bekannt.

## Erfolge und Auszeichnungen
- 2007 Stanley-Cup-Gewinn mit den Anaheim Ducks

## Karrierestatistik
(Legende zur Spielerstatistik: Sp oder GP = absolvierte Spiele; T oder G = erzielte Tore; V oder A = erzielte Assists; Pkt oder Pts = erzielte Scorerpunkte; SM oder PIM = erhaltene Strafminuten; +/− = Plus/Minus-Bilanz; PP = erzielte Überzahltore; SH = erzielte Unterzahltore; GW = erzielte Siegtore; 1 Play-downs/Relegation; Kursiv: Statistik nicht vollständig)

## Sonstiges
Moen ist seit 2007 an der Trent McCleary – Patrick Marleau – Travis Moen Sports and Recreation Foundation beteiligt. Diese wurde im Jahr 2001 vom ehemaligen NHL-Spieler Trent McCleary und Patrick Marleau als Trent McCleary – Patrick Marleau Sport and Recreation Foundation gegründet. Sie unterstützt Jugendliche im Alter von sechs bis 18 Jahren finanziell, damit deren sportliches Potential gefördert werden kann. McCleary, der seine Karriere aufgrund eines Unfalls frühzeitig beenden musste, Marleau und Moen stammen alle aus oder der Umgebung von Swift Current.
Moen ist verheiratet und Vater zweier Kinder.